# Wuling
Wuling (en chino, 武陵; pinyin, Wǔlíng) es un distrito urbano bajo la administración directa de la Prefectura  Changde  en la Provincia de Hunan, República Popular China.  Su área es de 412 km² y su población total para 2015 superó los 420 mil habitantes. 

## Administración
Desde julio  de 2024, el  Distrito Wuling  se divide en 13 pueblos  administrados  en 11 subdistritos,   1 poblado y 2 villas.

## Toponimia
El topónimo Wuling proviene de las montañas Wuling (武陵山脉) que serpentean a lo largo de la frontera entre el noreste de Guizhou, el suroeste de Hubei y el noroeste de Hunan.